# Blåstrupig stentrast
Blåstrupig stentrast (Monticola cinclorhyncha) är en asiatisk tätting som numera placeras i familjen flugsnappare.

## Kännetecken

### Utseende
Blåstrupig stentrast är en rätt liten stentrast med en kroppslängd på 18-19,5 cm. Hanen är lik vitstrupig stentrast med blå hjässa, blåsvart mantel, rödbrunfärgad undersida och övergump samt vit fläck på vingen. Denna art har dock blå strupe, svartaktig tygel samt är mer roströd än kastanjebrun under och på övergumpen. Honan har enfärgad olivbrun ovansida, ej bandad som hona vitstrupig stentrast samt mindre tydligt avgränsat vitt på strupe och bröst.

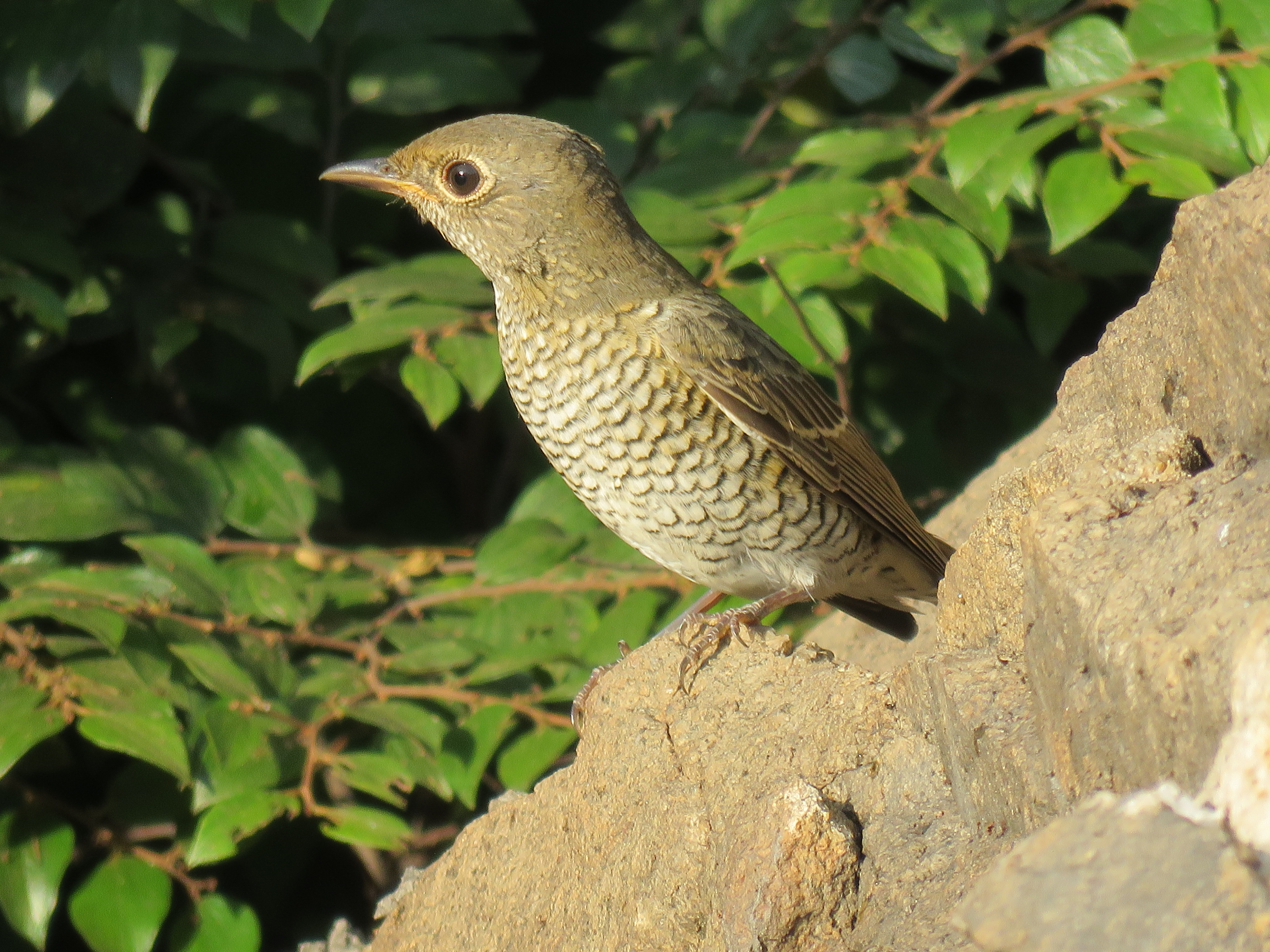
Hona.

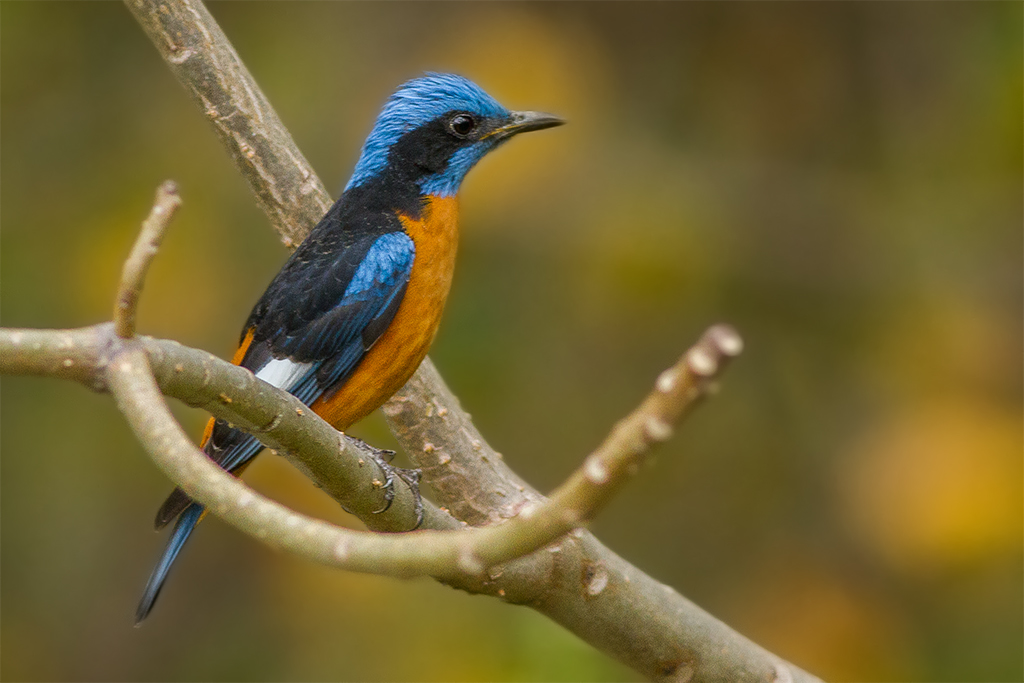
Hane.

### Läte
Sången är en klar strof som i engelsk litteratur återges "rit-prileee-prileer", ibland längre och hårdare. Lätet är vasst, stigande "peri-peri" och varningslätet ett högljutt "goink".

## Utbredning och systematik
Blåstrupig stentrast häckar i östra Afghanistan samt i västra och centrala Himalaya österut till Arunachal Pradesh. Vintertid flyttar den till södra Indien, framför allt Västra Ghats, men ses också öster om Madhya Pradesh. Tillfälligt har den påträffats i sydvästra Myanmar. Den behandlas som monotypisk, det vill säga att den inte delas in i några underarter.

### Familjetillhörighet
Stentrastarna ansågs fram tills nyligen liksom bland andra stenskvättor, rödstjärtar och buskskvättor vara små trastar. DNA-studier visar dock att de är marklevande flugsnappare (Muscicapidae) och förs därför numera till den familjen.

## Levnadssätt
Blåstrupig stentrast häckar i torr och öppen ek- och tallskog, framför allt med tät undervegetation. Den lever av insekter, små ödlor, sniglar, maskar, grodor, bär och frön. Fågeln häckar mellan april och augusti, huvudsakligen i maj-juni, och lägger troligen två kullar. Arten är en flyttfågel som lämnar häckningsområdet i oktober och återkommer i april.

## Status och hot
Arten har ett stort utbredningsområde och en stor population med stabil utveckling och tros inte vara utsatt för något substantiellt hot. Utifrån dessa kriterier kategoriserar internationella naturvårdsunionen IUCN arten som livskraftig (LC). Världspopulationen har inte uppskattats men den beskrivs som mycket vanlig i Pakistan och generellt vanlig i hela Himalaya.